# Distretto di Yuwangtai
Il distretto di Yuwangtai (禹王台区S, Yǔwángtái QūP) è un distretto della Cina, situato nella provincia di Henan e amministrato dalla prefettura di Kaifeng.